# إنريكو ليتا
انريكو ليتّا (بالإيطالية: Enrico Letta) ولد في (بيزا، 20 أغسطس 1966) هو سياسي إيطالي رئيس وزراء إيطاليا من 28 ابريل 2013. كان وزيرا شاباً في حكومة داليما، في وقتها كان اصغر وزير في كل الحكومات الإيطالية. بعدها تولى حقيبة الصناعة في حكومتي داليما وأماطو. حاليا هو نائب برلماني في مجلس النواب عن الحزب الديمقراطي الذي يشغل فيه نائب الأمين العام للحزب منذ 2009 إلى 2013. في يوم 24/04/2013 تم تكليفه من طرف الرئيس الإيطالي لتشكيل حكومة جديدة.

## روابط خارجية
- إنريكو ليتا على موقع الموسوعة البريطانية (الإنجليزية)
- إنريكو ليتا على موقع مونزينجر (الألمانية)